# Bernard-Marie Lauté
Bernard-Marie Lauté, né le 14 juin 1943 à Noyon, est un artiste-peintre, photographe et réalisateur français, résidant à Pommerit-le-Vicomte en Côtes-d'Armor.

## Œuvres publiées

### Photographie
- Ouessant, Double Page, 1983, Jean-Pierre Spilmont (textes), Bernard-Marie Lauté (photographies) ;
- Haute-Savoie, Double Page, no 48, 1987 : 28 photographies de Bernard-Marie Lauté, accompagnée d'un texte de Jean-Pierre Spilmont ;
- La Bretagne, Ubacs, coll. « Paysages amoureux », 1987, Bernard-Marie Lauté (30 photographies sur 35), textes de différents auteurs ;
- Dossier sur l'île d'Ouessant, texte de Françoise Péron, revue Thalassa ;
- Ouessant, Ubacs, coll. « Paysages amoureux », 1989, Gérard Guicheteau (textes), Bernard-Marie Lauté (photographies) ;
- Une photographie du livre Le génie des cabanes, Thames & Hudson, 1993, textes de Marie-France Boyer ;
- Douze photographies du livre Les intérieurs du monde rural, Thames & Hudson, 1997, textes de Marie-France Boyer ;
- Quinze photographies du livre Ouessant, l'île sentinelle, Chasse-Marée, 1997, Françoise Péron.

### Bande dessinée
- Le sabot d'Elen, 1979.

### Filmographie
- Fragments du bout du monde, FR3 Rennes, 1985, Catherine Borgella (diffusion nationale) ;
- Les vitraux de la Chapelle "Fondation Anne de Gaulle", Saint-Rémy-lès-Chevreuse, Gresh Production, 1991, Pascal Bony ;
- Banc Public, France 3 Ouest, 1995, émission sur la ville de Guingamp ;
- Dans l'atelier à Kerno, 1996, prod. "Les yeux fertiles" ;
- L'Arche de Lucie, prod. Chrysalide Management, 2003, réalisation Bernard-Marie Lauté ;
- Des Rives à l'Atelier - Incertains Bonheurs, prod. Chrysalide Management, 2003, réalisation Bernard-Marie Lauté ;
- Quelques jours dans la vie d'Emmanuel, prod. Chrysalide Management, 2006, réalisation Bernard-Marie Lauté, durée 20 minutes.
- Lilia Helle, prod. Chrysalide Management, 2008, réalisation Bernard-Marie Lauté, durée 54 minutes ;
- Réjouissons-nous dans les plaines, prod. Chrysalide Management, 2010, réalisation Bernard-Marie Lauté, durée 37 minutes ;
- Jour après jour avec bml, 2012, réalisation Bernard-Marie Lauté, durée 26 minutes ;
- (Petit) train de vie, 2012, réalisation Bernard-Marie Lauté, durée 11 minutes ;

## Œuvres monumentales
- vitrail pour l'église de Saint-Siméon, Eure, réalisation Jacques Bony ;
- vitrail pour l'église de Romilly-sur-Andelle, Eure, réalisation Jean-Pierre Tisserand ;
- ensemble des vitraux de la chapelle de la fondation Anne de Gaulle, Saint-Rémy-lès-Chevreuse, réalisation Jacques Bony et Dominique Bogros.